# أفلام يونيون
أفلام يونيون كانت شركة الإنتاج السينمائي الموجود في باتافيا، جزر الهند الشرقية الهولندية (الآن جاكرتا، إندونيسيا). التي أسسها رجال الأعمال الاندونيسيين الصينيين أنج هوك ليم وتجوا ما تجين في عام 1940، أنتجت سبعة أفلام أسود والأبيض قبل حلها في عام 1942. ويعتقد أن جميعهم فقدت. وقد تم إخراج أفلام الشركة من قبل أربعة رجال، ومعظمهم من الأعراق الصينية، ودشنت مهنا للممثلين من أمثال رندرا كارنو ودجوى واريا.
أنشئت خلال فترة إحياء صناعة السينما الهندية، أصدرت أفلام يونيون أول فيلم لها، كيدوك كيتاوا أو القناع الضاحك، في يوليو 1940. وأعقب ذلك سلسلة من الأفلام التي صاغها سايرون التي كانت موجهة بشكل متزايد نحو المثقفين في جزر الهند، وحاولوا أن ينأوا بأنفسهم عن الاتفاقيات المسرحية التي كانت شائعة في صناعة السينما المعاصرة. واستمر هذا بعد أن غادر سايرون إلى ستار فيلم في عام 1941، مع الفيلمين الأخيرين التي أنتجتهما أفلام يونيون، اللتان شددتا على الواقعية. بعد الاحتلال الياباني لجزر الهند الشرقية الهولندية مارس 1942، تم حل أفلام يونيون، على الرغم من أن بعض أفلامها قد واصلت ليتم عرضها في منتصف 1940.

## التاريخ
بعد النجاحات التجارية للأفلام القمر في التمام أو (Full Moon 1937)، وفاطمة (1938) وألانج-ألانج (العشب؛ 1939)، فقد عانت صناعة الفيلم في جزر الهند الشرقية الهولندية التي ضعفت بشدة من قبل الكساد العظيم - تم احياؤها. زاد إنتاج فيلم، عام 1940، تم فتح أربعة منازل إنتاج جديدة، بما في ذلك الأفلام يونيون. وقد تم تمويل الشركة من قبل رجال الأعمال من ذوى الأعراق الصينية انج هوك ليم، الذي يعود الفضل إليه كمنتج لغالبية إصدارات الشركة؛ العمليات اليومية، مع ذلك، قد تم التعامل معها من قبل تجوا تجوين. كان مقر أفلام يونيون في Prinsenlaan ، باتافيا (الآن مانجا بيسار، جاكرتا)، وفقا لبيان صحفي، كانت قد أنشئت من أجل«تحسين نوعية الفن الأندونيسي». 

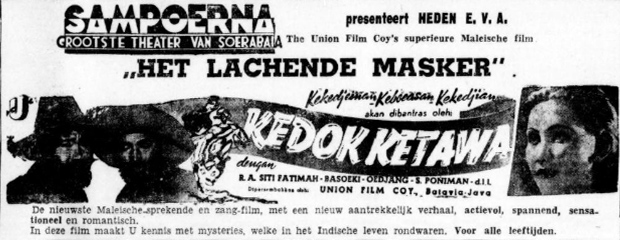
الإعلان باللغة الهولندية لأول أفلام يونيون، كيدوك كيتاوا (1940)

أول أفلام يونيون الوليدة، كيدوك كيتاوا ، صدر في يوليو 1940. ويدور حول بضعة شباب الذين يواجهون صراعا ضد المجرمين مع مساعدة من اللصوص الملثمين، وجه هذا الفيلم من قبل جو ان دجان وتألق أويدجانج، فاطمة، و Basoeki Resobowo ‏.وتلقى مراجعات إيجابية.من الصحفي سايرون الذي كتب في Pemandangan أن نوعية الفيلم كانت مماثلة إنتاجات هوليوود الواردة  في مراجعات Bataviaasch Nieuwsblad التي تشيد بالسينما. وبعد هذه الاستعراضات الإيجابية، استأجرت أفلام يونيون سايرون الذي كان قد كتب سابقا الكنز الدامى والعديد من يعمل من أجل تان فيلم ككاتب سيناريو. لعب لأول مرة للشركة مع الخريطة بردراه، من إخراج الكادر الجديد هو جين تاو طريق أريفين، بعد رحيل جو ان دجان لفيلم بوبيلار. الفيلم يدور حول شاب الذي يقنع الحاج بخيلا ليكون أكثر كرما وإنفاقا، الذي صدر في أكتوبر 1940 وتألق المغني سوي لاسترى وفنان الدفاع عن النفس زوندر.
أصدرت أفلام يونيون انتاجها الثالث، Bajar DENGAN Djiwa خلال فبراير 1941 . إخراج آر هو جين تاو، وهذا الفيلم يعرض - دراما فيها امرأة شابة قد بيعت إلى مرابى من أجل دفع ديون والدها  – شهد لأول مرة فيلم بطولة دوجى وارياه وقد أصبحت في وقت لاحق السيدة الأولى في أفلام يونيون. أريفين، وهو كاتب سيناريو إندونيسي وفي الوقت نفسه، كلف مع توجيه أسمرة مورنى، على أساس كتابة السيناريو من قبل سايرون. محاولة للوصول إلى جمهور المتعلمين قبل إسناد الدور إلى طبيب شاب، عدنان كاباو جاني، مقابل دوجى وارياه،وقالت هذه الرومانسية لشاب قادر على الزواج من خادمته السابقة بعد أن يتلقى التعليم في نهاية المطاف. تم عرضه في أبريل، وتلقى الفيلم ردود فعل متباينة: واحد، فيBataviaasch نايوسبلاد ، وجدت فيلم «رائع»،  في حين آخر فإن نفس الصحيفة اعتبرت الفيلم يعتمد على تقاليد المرحلة التي ظلت إعلاناتها ما فتأت تدوى. 
في شهر يوليو 1941 أصدر أفلام يونيون وانيتا دان ساتريا، وهو دوجى وارياه الذي يتبع زير نساء الذي قام بانتهاكات في أوضاع اجتماعية لاكتساب ثقة المرأة قبل الحصول في نهاية المطاف على القصاص العادل له. في الإعلان عن 'انيتا دان ساتريا' ، أكدت الشركة مرة أخرى على خلفية غير مسرحية من قائمة الممثلين في الفيلم، والتي شملت أيضا مويسا، دجو ويتا وهيداجات. الفيلم قد تلقى مراجعات إيجابية. واحدة، من Soerabaijasch هاندلسبلاد ، وكتبت ان 'انيتا دان ساتريا "" يعطي صورة واضحة عن موقف المرأة الإندونيسية لا تحسد عليه ويحفز الرغبة في مخطط أكثر حزما من حقوقها في مجتمع المسلمين ".  وكان هذا الفيلم الأخير للشركة ليتم إخراج Ariffien أو مكتوبة من قبل سايرن. كل من الرجال هاجر لمنافسة شركة أفلام ستار فورا بعدئذ.

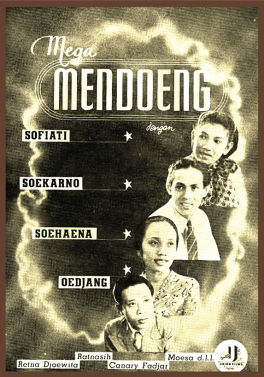
Advertisement for Union's last production, Mega Mendoeng (1942)